# 웨후구

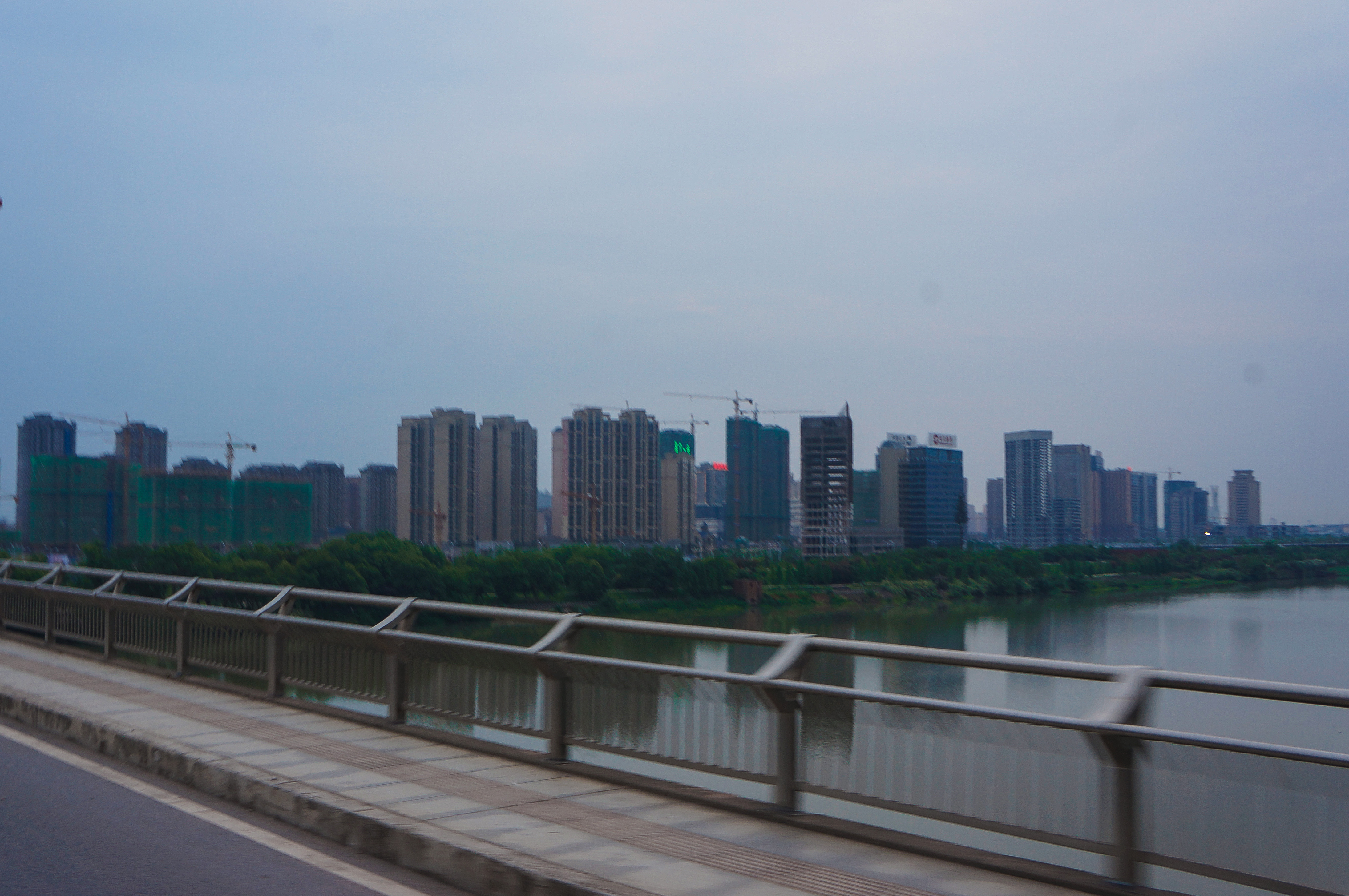

웨후구(한국어: 월호구, 중국어: 月湖区, 병음: Yuèhú Qū)는 중화인민공화국 장시성 잉탄 시의 현급 행정구역이다. 넓이는 137km2이고, 인구는 2007년 기준으로 200,000명이다.

## 기후
연평균 기온은 18.1°C이고 연평균 강수량은 1774mm이다.

## 행정 구역
6개 가도, 1개 진, 1개 향을 관할한다.
- 가도: 江边街道, 交通街道, 东湖街道, 梅园街道, 四青街道, 白露街道.
- 진: 童家镇.
- 향: 夏埠乡.